# فندق ماريوت أرمينيا يريفان
فندق ماريوت أرمينيا يريفان (الأرمينية: Արմենիա Մարիոթ Հյուրանոց Երևան) هو فندق 5 نجوم في مقاطعة كينترون المركزية في يريفان، أرمينيا. تم افتتاحه في عام 1958 باسم فندق أرمينيا، وقد كان شركة مملوكة للدولة خلال الفترة السوفيتية قبل أن تتم خصخصته عام 1998 وبعد عملية تجديد رئيسية؛ أعيد افتتاحه باسم فندق ماريوت أرمينيا في يريفان في عام 1999. ليكون الفندق ثاني أكبر فندق في أرمينيا.
يقع الفندق في 1 شارع أميريان حيث يطل على ساحة الجمهورية كما يقع المعرض الوطني والمبنى الحكومي أمام الفندق.
اعتبارًا من عام 2016، يتوفر الفندق على 259 غرفة للضيوف،.